# Eriocaulon modicum
Eriocaulon modicum är en gräsväxtart som beskrevs av Sylvia Mabel Phillips. Eriocaulon modicum ingår i släktet Eriocaulon och familjen Eriocaulaceae. Inga underarter finns listade i Catalogue of Life.